# アドミッション制御
アドミッション制御（アドミッションせいぎょ）とは、これから通信をおこなう2者間で、その通信のために指定された通信帯域が確保できるかどうかを判断することをいう。より一般化された表現をすれば、資源の動的な配分方法を判断することをいう。電話網で言えば、呼び出し時に発信元から着信先までのネットワークパス（ネットワーク空間での通信経路）を確保することに相当する。
通常の通信においては、データを分割したパケットはある地点に到達した時点で、よりゴールに近い次の配送先を決められていく。この方式だと、データを分割したパケットは、異なる経路を通じて目標地点に通達することもあり、パケットにより目標地点に到達する時間が異なる場合がある。

*ネットワーク（インターネットや社内外通信網等）においては規模が大きくなる従ってa地点からb地点への行き方は膨大なパターンとなります。その中で、どの道を通って目標地点に到達するかを前もって確認して、確保しておくことをネットワークパスの確保というのに値する。*